# Jeruzal (gmina)
Jeruzal – dawna gmina wiejska istniejąca w latach 1923–1954 w woj. warszawskim. Siedzibą władz gminy był Jeruzal (obecnie położony w gminie Mrozy, w powiecie mińskim).
Gminę utworzono z dniem 26 lutego 1923 roku. W jej skład weszło 11 wsi, 11 folwarków i 12 kolonii ze zniesionej gminy Łukowiec (Stanisławów, Stawek, Wężyczyn, Dąbrówka, Jeruzal, Płomienice, Łukowiec, Lipiny, Dębowce, Dębieniec i Borki, oraz folwarki: Wężyczyn, Łukowiec, Teklina, Teklinka Mała, Lipiny, Waliska, Dębowce A - Budka, Boży Las, Borki, Borki h. i Borki B., a także kolonje: - Stawek, Sabachówka - Wężyczyn, Lipiny C, Moczarczyzna, Nagody, Dębowce B. Waliska, Waliska-Zastawie, Waliska - serwituty, Dębowce D., Dębowce C. i Zdrójki) oraz wieś Kołacz, wyłączona z gminy Kuflew. 
W okresie międzywojennym gmina Jeruzal należała do powiatu mińskiego w woj. warszawskim. 1 kwietnia 1939 roku część obszaru gminy Jeruzal (wieś Dąbrówka) włączono do gminy Latowicz, natomiast do gminy Jeruzal przyłączono część obszaru gminy Kuflew (wieś Wola Stanisławska).
Po wojnie gmina zachowała przynależność administracyjną. Według stanu z 1 lipca 1952 roku gmina składała się z 11 gromad: Borki, Dębowce, Jeruzal, Kołacz, Lipiny, Łukówiec, Płomieniec, Stawek, Waliska, Wężyczyn i Wola Stanisławska.
Jednostka została zniesiona 29 września 1954 roku wraz z reformą wprowadzającą gromady w miejsce gmin. Po reaktywowaniu gmin z dniem 1 stycznia 1973 roku gminy Kuflew nie przywrócono. Z obszaru dawnych gmin Jeruzal i Kuflew powstała nowa gmina Mrozy.